# 侯赛因江
侯赛因江·贾里力（維吾爾語：ھۈسەيىنجان جېلىل‎，拉丁維文：‎，1969年—，部分文件显示他1955年出生，又翻译为玉山江）是一位拥有加拿大护照的新疆維吾爾裔人。他被中國政府視為疆獨份子。

## 簡歷
侯赛因江出生于中國新疆喀什。後來移民到加拿大，並在安大略省伯靈頓居住。
他因為参与东突厥斯坦伊斯兰运动（简称“东伊运”）的新疆獨立運動被拘捕。之後，他逃离中国，並通过吉爾吉斯斯坦到達土耳其。中国政府通过国际刑警组织发出红色通缉令。之后玉山江在土耳其伊斯坦布尔的收容所獲联合国难民署鑑別为难民。在被授予难民身份以后，通過《日内瓦公约》，得到加拿大认可了他的难民，並接纳了他到當地定居。
侯赛因江在在2001年到達加拿大。2005年加国授予其公民身份。玉山江曾在哈密尔顿一个清真寺担当阿訇。
2006年在前往烏孜別克斯坦與妻子探親時被當地的國際刑警拘捕，並移送往中國。自從2006年3月，侯赛因江一直被中國政府拘禁，因为中国政府认为国际刑警组织发出对玉山江的通缉令在先，其变更身份后成为难民在后，等于是借改变身份逃脱国际通缉。故不认可其加拿大国籍身份。在2007年4月19日，被判处终身监禁。

## 請參閱
- Omar Khadr （页面存档备份，存于）
- 新疆独立运动

## 外部連結
- “玉山江”案绷紧中加政治神经 （页面存档备份，存于）
- 玉山江被判无期引爆中加外交口舌战[永久]
- 哈珀对玉山江和卡塔 (Omar Khadr) 实行双重标准 （页面存档备份，存于）
- 欺善怕恶 加人遭美拘押禁见领事 哈珀不敢提 （页面存档备份，存于）
- Liberal MP takes up cause of Canadian accused of terrorism charges （页面存档备份，存于）
- Made By China Blog Support （页面存档备份，存于）
- Toronto Star: Wife begs China to release husband facing execution; Former activist accused of terrorism; Canadian consulate has had no success July 21, 2006